# SC Preussen Hindenburg
Maillots
Le SC Preußen Hindenburg fut un club allemand de football localisé dans la ville d’Hindenburg (anciennement Zaborze) (aujourd’hui Zabrze en Pologne) en Haute-Silésie.

## Histoire
Le club fut créé en 1909 sous l’appellation  Fußball-Club Borussia 1909 Zaborze en partenariat avec le club d’escrime Fechtklub Edelweiß Hindenburg. Le 23 août 1910, l’équipe fusionna avec trois autres cercles (Fußball-Club Viktoria Zaborze, Sport-Club Silesia Zaborze et Sport-Club Zaborze) pour former le  Sport-Club Preußen Zaborze dont les membres étaient majoritairement le personnel du Service des Postes. Le club prit le nom de SC Preußen Hindenburg, en 1915, quand la ville de Zaborze fut renommée en l’honneur du chef militaire et Homme d’État Paul von Hindenburg.
En 1918 le SC Preußen Hindenburg s’association avec le Sportfreunde Hindenburg .
Le nom du club redevint SC Preußen Zaborze en 1920 puis retrouva en 1934 celui de SC Preußen Hindenburg. Ces changements de dénominations attestaient de la lutte d’influence faite dans cette région entre Allemands et Polonais.
Lors que la région fut partagée, à la suite du traité de Versailles, la ville de Zaborze resta à l’Allemagne. Le SC Preußen Zaborze joua dans le championnat allemand où il était affilié à la Südostdeutscher Fußball Verband.
En 1923, le club comptait plus de 500 membres avec des sections d’Athlétisme et de Handbal. La section football obtint quelques succès et conquit le titre de Haute-Silésie en 1928, 1929, 1930, et 1931. Le SC Preußen Zaborze fut champion du Sud-Est en 1929, en battant le SpVgg Komet Breslau (7-3). Mais dès le premier tour de la phase finale du championnat national, le Hertha Berlin fut sans pitiés (1-8) .
Après l’arrivée au pour des Nazis, les compétitions sportives furent totalement réorganisées et en particulier celles du Football. Redevenu Preußen Hindenburg, sur ordre des Nazis, le club fut un des fondateurs d’une des seize Gauligen imposée par le régime hitlérien: la Gauliga Silésie. Il en fut relégué en 1942.
Le SC Preußen Hindenburg joua dans la Gauliga Haute-Silésie après la scission de la ligue initiale lors de la saison 1943-1944.
Le club joua encore une rencontre en janvier 1945, puis après la chute et la capitulation de l’Allemagne nazie, la Silésie fut attribuée à la Pologne. Comme la quasi-totalité des clubs et associations allemands de cette région, le SC Preußen Hindenburg fut dissous et disparut.

## Héritage
Le club actuel du MKS Zabrze considère avoir des liens avec l’ancien SC Preußen Hindenburg (Zaborze). Cela parce que parmi les fondateurs du MSK, en 1945 (sous le nom de Robotniczy Klub Sportowy Pogoñ Zabrze), se trouvaient d’anciens membres (d’origine polonaise) du SC Preußen.
Par contre, l’actuel KS Górnik Zabrze qui fut fondé en 1948 par la fusion de plusieurs clubs locaux n’a absolument aucun lien avec l’ancien club.

## Palmarès
- Champion d’Allemagne du Sud-Est: 1 (1929)
- Champion de Haute Silésie: 4 (1928, 1929, 1930, 1931)

## Sources et liens externes
- Das deutsche Fußball-Archiv Historique des classements des Championnats allemands (de)
- History of MKS Zaborze (pl)